# Dratshang Lhentshog
Dratshang Lhentshog (tiếng Dzongkha: གྲྭ་ཚང་ལྷན་ཚོགས་) là Ủy ban Tự viện của nhà nước Bhutan. Theo Hiến pháp năm 2008, ủy ban này quản lý phái Phật giáo Drukpa Kagyu, cũng là tôn giáo chính thức của Bhutan.

## Cấu trúc và chức năng
Hiến pháp năm 2008 của Bhutan quy định các thành viên của Ủy ban Tự viện bao gồm:
- Je Khenpo (Tăng thống Giáo hội trung ương) làm chủ tịch Ủy ban;
- năm Lopon (Phó Tăng thống Giáo hội trung ương)[1] làm thành viên;
- một vị công chức đảm nhiệm vai trò Thư kí.[2]

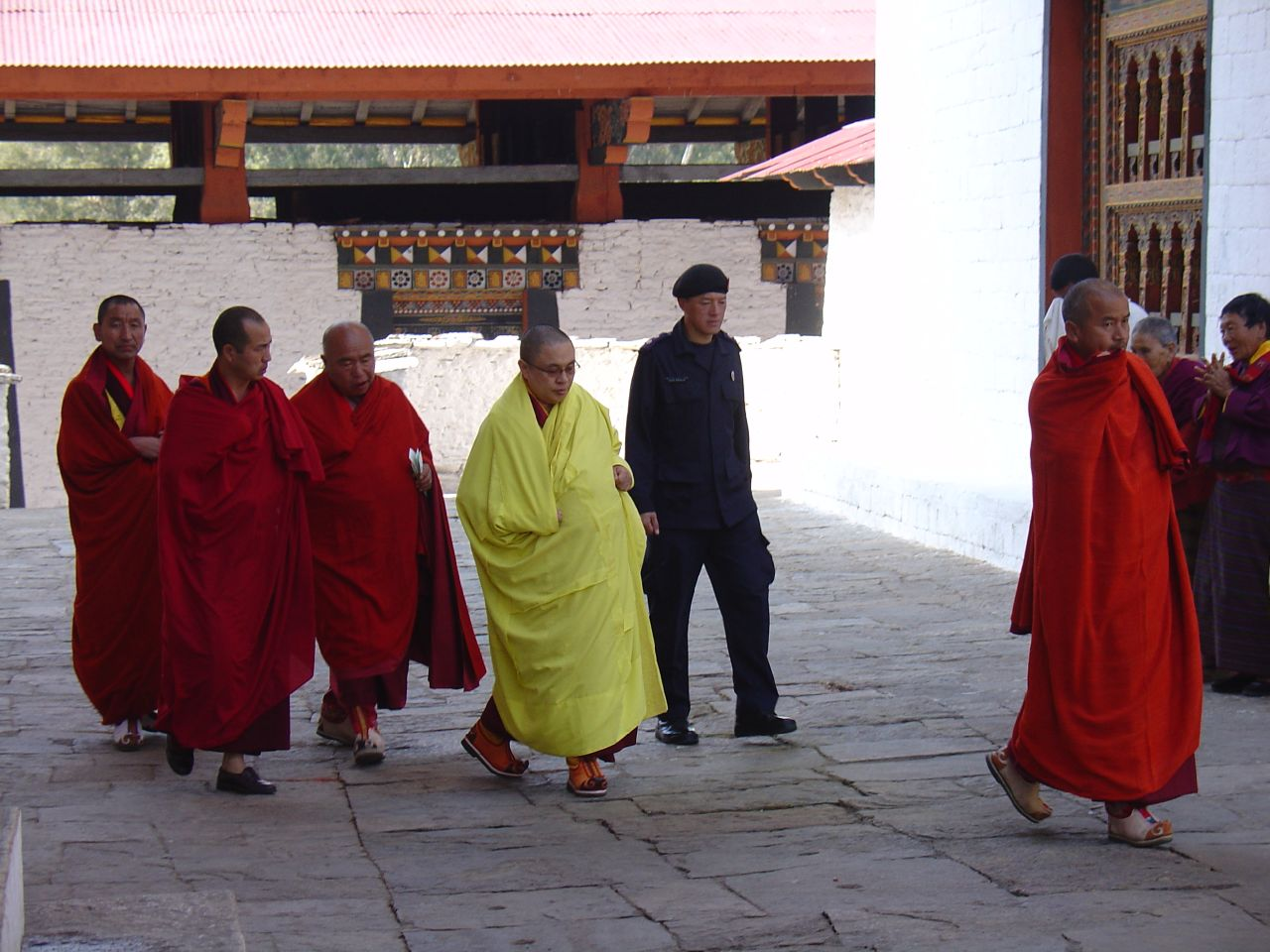
Đức Je Khenpo tại tự viện Punakha Dzong cùng chiếc khăn lụa kabney màu vàng

Bên cạnh đó, Hiến pháp còn quy định rằng Giáo hội trung ương và các đại tự viện (rabdey) được nhà nước tài trợ đầy đủ kinh phí và cơ sở vật chất.
Năm đức Lopon chịu trách nhiệm đề cử một vị tu sĩ uyên bác, đạo đức, có đầy đủ chín tiêu chuẩn của một nhà lãnh đạo tinh thần, đã thọ được ked-dzog theo pháp tu Kim Cương thừa lên Druk Gyalpo, quốc vương của Bhutan. Sau khi được bổ nhiệm, đức Je Khenpo sẽ bổ nhiệm các Lopon mới vào Giáo hội trung ương trên cơ sở khuyến nghị của các thành viên còn lại của Ủy ban Tự viện.
Nhiệm vụ chính của đức Je Khenpo là lãnh đạo Ủy ban Tự viện, phân xử các vấn đề thuộc về giáo lý với sự hỗ trợ của năm đức Lopon và thực hiện bổn phận tôn giáo cũng như tế lễ trên khắp cả nước. Ngoài Druk Gyalpo, chỉ có duy nhất đức Je Khenpo được quấn chiếc khăn lụa kabney màu vàng quanh người trong dịp đặc biệt hoặc dịp viếng các dzong.